# Batalla de Marrakech
La batalla de Marrakech tuvo lugar el 23 de agosto de 1908 entre las fuerzas marroquíes y las fuerzas de los rebeldes de la misma nacionalidad, mandados por Mulay Hafid, cuyo objetivo era derrocar al sultán Abd al-Aziz. Finalmente, los rebeldes salieron victoriosos.
- Datos: Q4871684